# Imagine (album Johna Lennona)
Imagine – drugi solowy album studyjny Johna Lennona, wydany w 1971 roku.
W nagraniach brali udział, między innymi, były Beatles George Harrison i Klaus Voormann – projektant okładki albumu Revolver. Największą popularność zdobyła tytułowa ballada o pacyfistycznym tekście, a także utwory Jealous Guy i Oh My Love.
Imagine jest albumem podobnym do poprzedniego (John Lennon/Plastic Ono Band), lecz, jak mówił sam Lennon „pokrytym czekoladą i gotowym do publicznej konsumpcji”, co bardzo trafnie oddaje charakterystykę ambitnej, aczkolwiek popularnej muzyki.

## Historia
Większość utworów została nagrana w studio domowym Lennona w Tittenhurst Park w Anglii. Album został wydany przez Apple Records. Producentami byli John Lennon, Yoko Ono i Phil Spector. Wytężone prace na płytą podczas sesji nagraniowych udokumentowano w postaci filmu Gimme Some Truth: The Making of John Lennon's Imagine.
Płyta została bardzo ciepło przyjęta przez krytyków muzycznych i osiągnęła pierwsze miejsca na światowych listach przebojów. Tytułowa piosenka – „Imagine” zajęła na brytyjskich listach pierwsze miejsce, na amerykańskich zaś, doszła do trzeciej pozycji. Tak wielki komercyjny sukces zniesmaczył trochę Lennona, który nie chciał być gwiazdą popu. Między innymi dlatego, następne albumy artysty były bardziej niszowe.
W roku 2000 Yoko Ono nadzorowała prace nad reedycją Imagine. W 2003 album został sklasyfikowany na 76. miejscu listy 500 albumów wszech czasów magazynu Rolling Stone.

## Lista utworów
Wszystkie piosenki autorstwa Johna Lennona, poza zaznaczonymi.
| 1.  | Imagine                                            | 3:01  |
|     |                                                    |       |
| 2.  | Crippled Inside                                    | 3:47  |
|     |                                                    |       |
| 3.  | Jealous Guy                                        | 4:14  |
|     |                                                    |       |
| 4.  | It's So Hard                                       | 2:25  |
|     |                                                    |       |
| 5.  | I Don’t Wanna Be A Soldier Mama, I Don’t Wanna Die | 6:05  |
|     |                                                    |       |
| 6.  | Gimme Some Truth                                   | 3:16  |
|     |                                                    |       |
| 7.  | Oh My Love (John Lennon/Yōko Ono)                  | 2:50  |
|     |                                                    |       |
| 8.  | How Do You Sleep?                                  | 5:36  |
|     |                                                    |       |
| 9.  | How?                                               | 3:43  |
|     |                                                    |       |
| 10. | Oh Yoko!                                           | 4:20  |
|     |                                                    |       |
|     |                                                    | 39:17 |
|     |                                                    |       |

## Twórcy
- John Lennon: gitara, pianino, harmonijka ustna, gwizd, wokal.
- George Harrison: gitara, gitara dobro.
- Tom Evans: gitara.
- Joey Badfinger: gitara akustyczna.
- Tommy Badfinger: gitara akustyczna.
- Rod Linton: gitara.
- Joey Molland: gitara.
- John Tout: pianino.
- Ted Turner: gitara.
- Klaus Voormann: gitara basowa.
- Nicky Hopkins: pianino.
- John Barham: instrumenty klawiszowe, wibrafon.
- Alan White: perkusja, instrumenty perkusyjne.
- Michael Pinder: instrumenty perkusyjne.
- Jim Gordon: perkusja, instrumenty perkusyjne.
- Jim Keltner: perkusja instrumenty perkusyjne.
- J&P Duo Group: chórki.
- King Curtis: saksofon.

## Edycje i reedycje
| Region            | Data wydania        | Wytwórnia płytowa | Nośnik | Numer katalogowy |
| ----------------- | ------------------- | ----------------- | ------ | ---------------- |
| Stany Zjednoczone | 9 września 1971     | Apple             | LP/CS  | SW 3379          |
| Wielka Brytania   | 8 października 1971 | Apple             | LP/CS  | PAS 10004        |
| Wielka Brytania   | Czerwiec 1972       | Apple             | LPQ    | Q4PAS 10004      |
| Stany Zjednoczone | 1984                | Mobile Fidelity   | LP     | MFSL-1-153       |
| Stany Zjednoczone | 1990                | Capitol           | CD/CS  | 46641            |
| Wielka Brytania   | Maj 1992            | Parlophone        | CD     |                  |
| Unia Europejska   | 2000                | Apple/EMI         | LP     | 524 858          |
| Stany Zjednoczone | 11 kwietnia 2000    | Capitol           | CD/CS  | 24858            |
| Japonia           |                     | EMI/Toshiba       | CD     | TOCP-65522       |
| Stany Zjednoczone | 2003                | Mobile Fidelity   | CD     | UDCD-759         |